# Phaonia pallida
Phaonia pallida är en tvåvingeart som först beskrevs av Fabricius 1787.  Phaonia pallida ingår i släktet Phaonia och familjen husflugor. Arten är reproducerande i Sverige. Inga underarter finns listade i Catalogue of Life.

## Bildgalleri

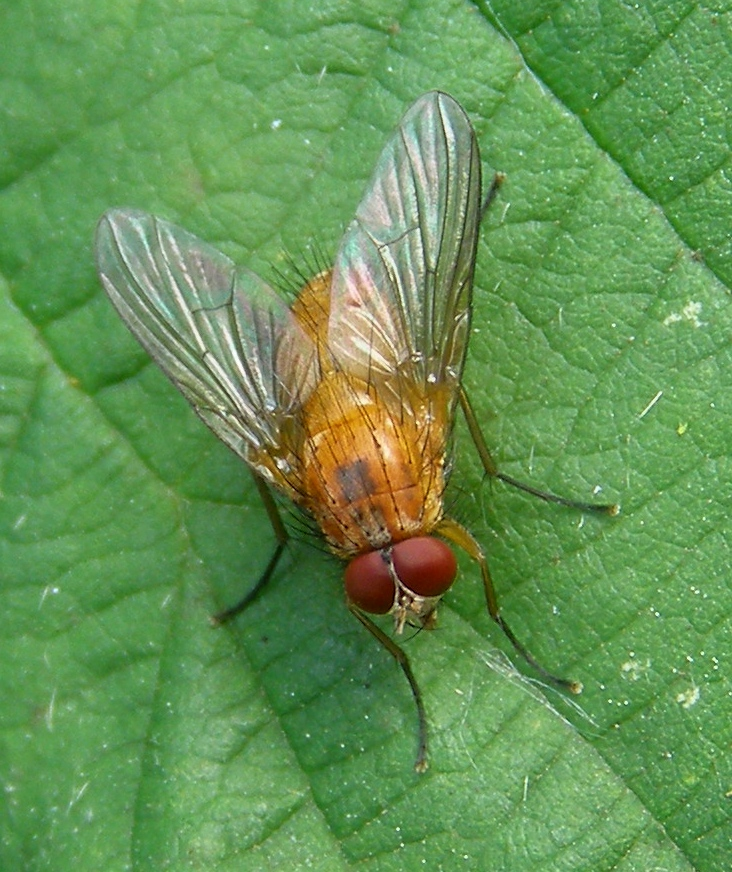